# MindGeek
MindGeek (antiga Manwin) é uma empresa privada canadense com foco na pornografia online. Embora legalmente registrado no Luxemburgo, opera principalmente no Canadá com sede em Montreal e escritórios adicionais em Dublin, Londres, Hamburgo, Bucareste, Nicósia, Miami, San Diego e Los Angeles.
A MindGeek possui e opera muitos sites pornográficos populares, incluindo os serviços de compartilhamento de vídeo Pornhub, RedTube e YouPorn, bem como as produtoras de filmes adultos Brazzers, Digital Playground, Men.com, WhyNotBi.com, Reality Kings e Sean Cody, entre outros.
A MindGeek tem suas origens na Mansef e na Interhub (proprietárias da Brazzers e Pornhub), fundadas em 2004 e 2007, respectivamente, por Stephane Manos, Ouissam Youssef e Matt Keezer em Montreal, que o empreendedor de internet Fabian Thylmann comprou em 2010 mudando seu nome para Manwin, passando por a partir de então, com o financiamento da Colbeck Capital para comprar muitos outros sites pornográficos populares. Mais tarde, Thylmann vendeu sua participação na Manwin, depois de ser acusado de sonegação de impostos, para a gerência sênior da empresa em Montreal composta por Feras Antoon e David Marmorstein, que mais tarde mudou o nome da empresa para MindGeek.
É a maior empresa pornográfica que possui sites gratuitos e pagos, uma rede de publicidade e grandes estúdios profissionais de pornografia e, como tal, recebeu críticas por ter efeitos prejudiciais na indústria pornográfica, devido ao seu controle monopolista da cadeia de suprimentos. A empresa interpôs e defendeu ações de direitos autorais por hospedar conteúdo pirata. Também foi criticado por apoiar as verificações de idade e criar ferramentas para tal, como o AgeID, para conformidade com o Lei da Economia Digital de 2017 no Reino Unido.
MindGeek é membro da Associação de Sites que Defendem a Proteção à Criança e usa o rótulo "Restrito a Adultos" para identificar seus sites pornográficos.

## História

### Origens e história antiga
No final dos anos 90, Fabian Thylmann, nascido na Alemanha, criou o NATS (Next-Generation Affiliate Tracking Software), que era usado para comercializar pornografia em diferentes sites. Em 2006, Thylmann vendeu suas ações na empresa que controlava o NATS e usou os recursos para comprar o site Privat Amateure.
Entre 2006 e 2010, Thylmann comprou mais três sites: MyDirtyHobby, Webcams, e Xtube. O nome de domínio manwin.com foi registrado pela primeira vez em agosto de 2007.
Aquisição da Mansef
O Mansef foi fundado por Stephane Manos e Ouissam Youssef (Mansef, um portmanteau dos sobrenomes dos dois), ambos graduados da Universidade Concórdia, com Matt Keezer, em 2003. Mais tarde, lançou a Brazzers e uma produtora de pornografia entre vários outros sites pagos. Keezer iniciou o PornHub em 2007 na Interhub, no qual Mansef também era parceiro. Mansef era administrado como um negócio familiar, com os gerentes da empresa sendo relacionados entre si; Manos, Youssef e Keezer mais tarde quiseram vender as empresas porque seus pais não sabiam a natureza pornográfica delas, procurando se desassociar de Mansef e Interhub.
Em março de 2010, Fabian Thylmann comprou os ativos da Mansef e da Interhub e mudou seu nome para Manwin. Thylmann também comprou o WebCams.com em uma transação separada durante o mesmo período.
Manos e Youssef agora administram as empresas de mídia e investimento online Valnet Inc. e Valsef Capital do Grupo Valsef. A Valnet possui sites como Screenrant.com, CBR.com, TheRichest.com entre outros.

### 2011–presente
Em abril de 2011, Manwin levantou 362 milhões de dólares em financiamento da Colbeck Capital, que Thylmann costumava comprar outras empresas pornográficas, como Playboy TV, Digital Playground, Twistys, YouPorn, Redtube e Gaytube, entre outras. O blogueiro/jornalista adulto Mike South inicialmente contou a história, enquanto o Fortress Investment Group (que fazia parte do investimento) financiava Manwin com 168 milhões de dólares. Fox Business News informou sobre isso em março de 2013.
Em outubro de 2013, Thylmann vendeu sua participação na Manwin para a gerência sênior da empresa, composta por Feras Antoon e David Tassilo, por 100 milhões de dólares e, no final do mesmo mês, o nome da empresa foi alterado para Mindgeek. Isso aconteceu quando o Manwin e o Redtube, um site pornô muito grande que não estava em sua rede, se fundiram.
Em março de 2013, o co-proprietário de Mindgeek, Feras Antoon, e seu irmão Mark Antoon foram citados ao lado do CEO da gigante de tecnologia de jogos Amaya Inc. e de vários de seus próprios diretores e acionistas. A Autoridade do Mercado de Quebec, o regulador de mercado da província que é um pouco equivalente à Comissão de Valores Mobiliários dos EUA, investigou os executivos da Amaya por negociarem informações privilegiadas. Segundo as acusações, descobriu-se que alguns executivos da Mindgeek se beneficiaram do vazamento de informações, apesar de não serem grandes atores no ramo de informações privilegiadas.
Em dezembro de 2020, foi publicada uma exposição do Financial Times, listando Bernard Bergemar como o principal proprietário da MindGeek.
Em junho de 2022, a empresa confirmou a renúncia de seu CEO, Feras Antoon, e de seu COO, David Tassillo.

Em 16 de março de 2023, a Mindgeek foi adquirida pela Ethical Capital Partners (ECP), uma empresa de capital privado de Ottawa. Essa aquisição ocorreu um dia depois que a Netflix estreou o documentário Money Shot, que analisa as controvérsias envolvendo o Pornhub.